# Багирми (язык)
Баги́рми — один из языков бонго-багирми, относящихся к центральносуданской семье нило-сахарской макросемьи. Распространён в юго-западной части Чада, в регионе Шари-Багирми. Имеется также некоторое количество носителей в Нигерии. Общее число носителей составляет 44 800 человек. Выделяют несколько диалектов, среди них гол, кибар, бангри, дам. Среди носителей багирми распространён также чадский диалект арабского языка.
Алфавит багирми: A a, B b, Mb mb, Ɓ ɓ, C c, D d, Nd nd, Ɗ ɗ, E e, Ə ə, G g, H h, I i, J j, Nj nj, K k, L l, M m, N n, Ŋ ŋ, Ng ng, N̰ n̰, O o, P p, R r, S s, T t, U u, W w, Y y, Ƴ ƴ, Z z.